# Раул Пеня
Раул Пеня (на испански: Raúl Peña) е испански актьор и певец.

## Биография и творчество
Раул Пеня е роден на 21 март 1977 г. в Мадрид. Учил е актьорско майсторство и е разширил своите обучения и семинари, като тези, предвидени от Хосе Карлос Плаза и Мариано Барозу. Той започва в театъра през 1995 г. и оттогава работи в различни продукции, сериали и др.
Той има опит в музика, танци, телевизия, кино и театър.

### Участия в Театъра
- Trabajos De Amor Perdido като Carlos Marchena
- Las Casa Con Dos Puertas като Calderón De La Barca
- Noches De Amor Efímero
- Romeo Y Julieta като Paco Suárez
- El Otro Lado De La Cama като Josep Maria Mestres
- La Bella Y La Bestia като Disney
- Frankenstein като Mary Shelley

### Кино
- Gente Pez като Jorge Iglesias (2001)
- Cándida като Guillermo Fesser (2006)
- Caótica Ana като Julio Menden (2009)
- Desechos като David Marqués (2010) (в Пост)

### Музика
- Que Quieres Que Te Diga (2007)

### Сериали
- Antivicio (2000)
- Compañeros (2000-2001)
- Un Paso Adelante (2002-2005)
- SMS (2006-2007)
- La Señora (2008-2010)
- República (2011)
- Тайните на времето (2014-

### Проекти
- Desesperado Club Social (1999-2000)
- PuntoDoc (2007-2008)
- Malas Compañías (2009)